# Городищенська сільська рада (Рівненський район)
Городи́щенська сільська́ ра́да — орган місцевого самоврядування в Рівненському районі Рівненської області. Адміністративний центр — село Городище.

## Загальні відомості
- Городищенська сільська рада утворена в 1940 році.
- Територія ради: 18,502 км²
- Населення ради: 1 787 осіб (станом на 2001 рік)

## Населені пункти
Сільській раді підпорядковані населені пункти:
- с. Городище
- с. Кругле

## Склад ради
Рада складається з 22 депутатів та голови.
- Голова ради: Кошманюк Анатолій Антонович
- Секретар ради: Городнюк Валентина Олексіївна

### Керівний склад попередніх скликань
| Прізвище, ім'я, по батькові | Основні відомості                                                               | Дата обрання | Дата звільнення |
| --------------------------- | ------------------------------------------------------------------------------- | ------------ | --------------- |
| Павлюк Петро Антонович      | Сільський голова, 1960 року народження, освіта середня спеціальна, безпартійний | 26.03.2006   | 31.10.2010      |
| Павлюк Петро Антонович      | Сільський голова, 1960 року народження, освіта середня спеціальна, безпартійний | 31.10.2010   | 25.10.2015      |
| Кошманюк Анатолій Антонович | Сільський голова, 1967 року народження, освіта вища, безпартійний               | 25.10.2015   |                 |

Примітка: таблиця складена за даними сайту Верховної Ради України